# Gaal (Nederland)
Gaal is een buurtschap in de gemeente Maashorst in de Nederlandse provincie Noord-Brabant. De buurtschap valt onder het dorp Schaijk en ligt tussen de N324 en de Haagstraat. Het gebied het Gaal is in te delen in Groot Gaal, Klein Gaal en de Gaalse Heide. Onder Gaal vallen de straten: de Kleingaalseweg, de Grootgaalseweg, de Kleefsestraat en de Everardusweg. 
Het gebied Gaal is een zeer oud woongebied, menselijke bewoning gaat terug tot ongeveer ±6000 jaar voor Christus. Het gebied ligt hoog boven het grondwater en was daardoor geschikt voor menselijke bewoning. 

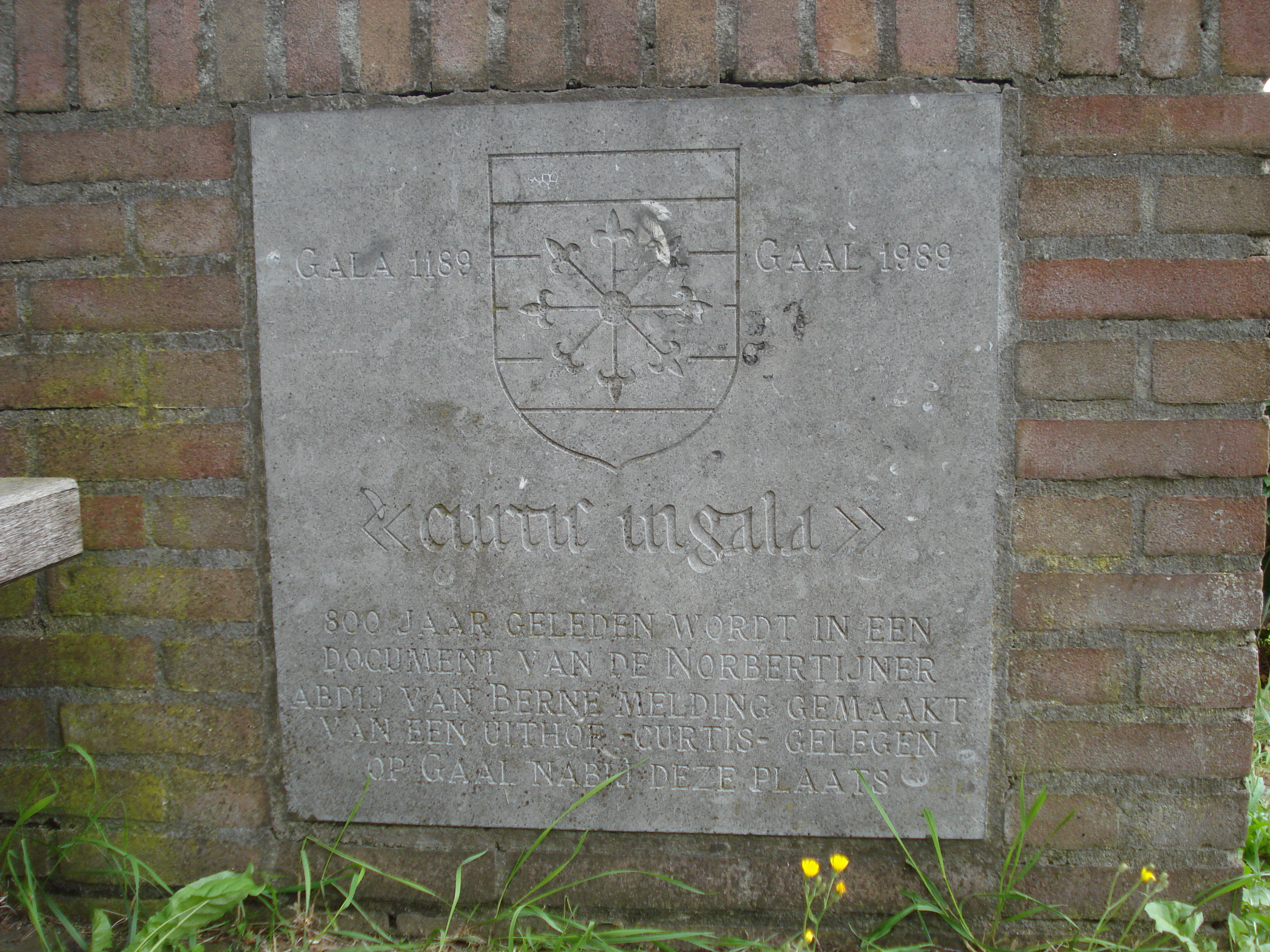
Gedenksteen stichting nederzetting Gala - Gaal door de abdij van Berne, 1189.

## Groot Gaal
Groot Gaal, in oude documenten gala geheten, begint bij de Everardusweg (deze naam komt van de eerste abt Van Berne, Everardus van Gierlanden; 1168) en bestrijkt het gebied tot en met de Rijksweg. De Norbertijnen monniken stichtten hier een uithof (versterkte hoeve), waarschijnlijk in het gebied waar de boerderij Everardusweg nr. 3 staat. Men spreekt hier nu nog van de “Oude Hof”. 

## Klein Gaal
Klein Gaal ontstaat als afsplitsing of uitbreiding van het gebied. In 1530 sticht Koenraad van Malsen, abt Van Berne de Nieuwe Hoeve, nu de Armenhof geheten. De Gaalse Heide is een zeer oud woongebied. Er zijn vondsten gedaan van menselijke bewoning daterend van ±6000 jaar voor Christus. Begin vorige eeuw is het gebied ontgonnen, het gebied dat hoog boven het grondwater lag was daardoor geschikt voor menselijke bewoning. Deel van de tekst op de steen van deze gedenkplaats: Gala 1189 Gaal 1989-800 jaar geleden wordt in een document van de Norbertijner abdij melding gemaakt van een uithof ~curtis~ gelegen op Gaal nabij deze plaats.

## Biografie
800 jaar Gaal. Heemkundekring Schaijk-Reek (juli 1990). Gearchiveerd op 11 juli 2023. Geraadpleegd op 9 juni 2022. 
Hoofdplaats: Uden      

Dorpen: Odiliapeel · Reek · Schaijk · Volkel · Zeeland 

Buurtschappen: Bedaf · Biesthoek · Brand ·  Duifhuis (Uden) · Duifhuis (Zeeland) · Eikenheuvel · Gaal · Graspeel · Heikant · Hengstheuvel · Hoefkens · Hooge Heide · Hoogveld · Hultje · Kleuter · Kooldert · Kreitsberg · Lagenheuvel · Lankes · Loo · Maatsehei · Moleneind · 't Mun · Nabbegat · Niemeskant · Oosterens · Oventje · Rakt (deels) · Rusven · Schadron · Slabroek · Strepen · Trent · Velmolen · Vloet · Voederheil · Weeg · Witte Dellen · Zevenhuis
Noord-Brabant: Steden en dorpen      Nederland: Provincies · Gemeenten